# 平山城址公園站
平山城址公園站（日语：／ Hirayama-jōshi-kōen eki */?）是一個位於東京都日野市平山五丁目，屬於京王電鐵京王線的鐵路車站。車站編號是KO31。

## 年表
- 1925年3月24日，作為玉南電氣鐵道的車站啟用，最初名為平山站。
- 1926年12月1日，玉南電氣鐵道併入京王電氣軌道，平山站成為京王的車站。
- 1944年5月31日，京王與東京急行電鐵合併後，平山站作為京王線的車站運行。
- 1948年6月1日，東急與京王帝都電鐵分拆，平山站成為京王的車站。
- 1955年9月11日，改稱平山城址公園站。
- 1976年10月23日，搬至現址。
- 2013年2月22日，以KO31作為平山城址公園站的編號。

## 構造
本站是相對式月台2面2線地面車站，站房位於一號月台側。1號月台與2號月台之間設有地下道與電梯作為聯繫。
廁所在1號月台。

### 月台配置
| 月台 | 路線   | 方向 | 目的地                                         |
| ---- | ------ | ---- | ---------------------------------------------- |
| 1    | 京王線 | 下行 | 北野、京王八王子、高尾山口方向                 |
| 2    | 京王線 | 上行 | 高幡不動、調布、明大前、笹塚、新宿、新宿線方向 |

## 使用情況
2016年度1日平均上下車人次為8,806人。因是東京藥科大學八王子校區最近的車站，學生眾多。
上下車人次與上車人次變化如下。
| 年度               | 1日平均 上下車人次 | 1日平均 上車人次 | 來源   |
| ------------------ | ------------------ | ---------------- | ------ |
| 1955年（昭和30年） | 1,195              |                  |        |
| 1960年（昭和35年） | 1,759              |                  |        |
| 1965年（昭和40年） | 4,630              |                  |        |
| 1970年（昭和45年） | 6,084              |                  |        |
| 1975年（昭和50年） | 7,135              |                  |        |
| 1980年（昭和55年） | 13,324             |                  |        |
| 1983年（昭和58年） | 13,920             |                  |        |
| 1985年（昭和60年） | 12,860             |                  |        |
| 1990年（平成02年） | 12,149             | 6,025            | [ 4 ]  |
| 1991年（平成03年） |                    | 5,740            | [ 5 ]  |
| 1992年（平成04年） |                    | 5,811            | [ 6 ]  |
| 1993年（平成05年） |                    | 5,748            | [ 7 ]  |
| 1994年（平成06年） |                    | 5,666            | [ 8 ]  |
| 1995年（平成07年） | 11,178             | 5,486            | [ 9 ]  |
| 1996年（平成08年） |                    | 5,326            | [ 10 ] |
| 1997年（平成09年） |                    | 5,170            | [ 11 ] |
| 1998年（平成10年） |                    | 5,148            | [ 12 ] |
| 1999年（平成11年） |                    | 4,975            | [ 13 ] |
| 2000年（平成12年） | 10,094             | 4,899            | [ 14 ] |
| 2001年（平成13年） |                    | 4,784            | [ 15 ] |
| 2002年（平成14年） |                    | 4,636            | [ 16 ] |
| 2003年（平成15年） | 9,505              | 4,598            | [ 17 ] |
| 2004年（平成16年） | 9,096              | 4,400            | [ 18 ] |
| 2005年（平成17年） | 8,873              | 4,334            | [ 19 ] |
| 2006年（平成18年） | 8,821              | 4,359            | [ 20 ] |
| 2007年（平成19年） | 8,847              | 4,402            | [ 21 ] |
| 2008年（平成20年） | 8,889              | 4,436            | [ 22 ] |
| 2009年（平成21年） | 8,902              | 4,444            | [ 23 ] |
| 2010年（平成22年） | 8,947              | 4,463            | [ 24 ] |
| 2011年（平成23年） | 8,806              | 4,377            | [ 25 ] |
| 2012年（平成24年） | 8,884              | 4,433            | [ 26 ] |
| 2013年（平成25年） | 8,990              |                  |        |
| 2014年（平成26年） | 8,820              |                  |        |
| 2015年（平成27年） | 8,847              |                  |        |
| 2016年（平成28年） | 8,806              |                  |        |

## 周邊
- 日野市立平山圖書館
- 七生郵便局
- 多摩信用金庫（日语：多摩信用金庫）平山支店
- 宗印寺 - 源平合戰的平山季重（日语：平山季重）之墓與木像。
- 季重神社
- 淺川

以下可從車站搭乘巴士前往。
- 東京農工大學農學部附屬廣域都市圈田間科學（フィールドサイエンス）教育研究中心 田間博物館多摩丘陵
- 東京都立平山城址公園（日语：平山城址公園）
- 東京藥科大學八王子校區
- 警視廳日野警察署（日语：日野警察署 (東京都)）平山交番

### 巴士路線
平山城址公園站
- 1號乘車處（京王巴士南）
  - 平01 往東京藥科大學 ※平日早晨
  - 平02 經東京藥科大學  往京王堀之內站
  - 平03 經東京藥科大學、南陽台 往北野站北口
  - 平03 經東京藥科大學、南陽台 往北野站南口 ※平日早晨
  - 平04 經東京藥科大學、南陽台 往由木折返場 ※1日1～3班　往南大澤營業所的出入庫班次
- 2號乘車處（日野市迷你巴士（日语：日野市ミニバス））
  - 平05（平山循環路線） 往豐田站北口／ 平山循環

位在徒步圈內的平山五丁目巴士站可搭乘豐32系統往多摩中心站與豐田站北口。

## 名稱由來
開設當時的站名「平山」是以車站所在地的地名「日野市平山」命名。當地是武藏七黨西黨日奉氏一族平山氏的發源地。在平山城址公園完成後改為現名。

## 相鄰車站
京王電鐵
 京王線
■特急、■準特急、■急行
通過
■區間急行、■快速、■各站停車
南平（KO30）－平山城址公園（KO31）－長沼（KO32）

## 外部連結
- 平山城址公園 - 京王電鐵（日語）

35°38′51″N 139°22′49″E / 35.64750°N 139.38028°E